# Prunus incisoserrata
Prunus incisoserrata är en rosväxtart som först beskrevs av Tse Tsun Yu och T.C.Ku, och fick sitt nu gällande namn av Jun Wen. Prunus incisoserrata ingår i släktet prunusar, och familjen rosväxter. Inga underarter finns listade i Catalogue of Life.